# 康龙化成
康龙化成（英語：Pharmaron Inc., 深交所：300759，港交所：3759）全称是康龙化成(北京)新药技术股份有限公司，是一家中国生物技术公司。

## 历史
2004年7月由楼柏良博士在北京成立，主要开展实验室化学业务，2019年5月开始布局CRO领域。2019年1月28日在深圳证券交易所挂牌上市，同年11月28日在香港交易所挂牌上市。

## 主营业务
- 实验室服务
- CMC（小分子CDMO）服务
- 临床研究服务
- 大分子和细胞基因服务